# Javier Moreno
Javier Moreno Bazán (* 18. Juli 1984 in Jaén) ist ein ehemaliger spanischer Radrennfahrer.

## Karriere
Javier Moreno gewann 2005 eine Etappe bei der Vuelta a Tenerife und er gewann die Gesamtwertung der Vuelta a Córdoba. Später wurde er spanischer Meister im Straßenrennen der U23-Klasse. 2006 fuhr er für Grupo Nicolas Mateos, wo er erfolglos blieb. 2007 stand Moreno bei dem spanischen Continental Team Extremadura-Spiuk unter Vertrag, wo er ein Teilstück bei der Vuelta a Madrid gewann.
2008 wechselte Moreno zum Professional Continental Team Andalucía-Cajasur, für das er auch seine erste große Landesrundfahrt, die Vuelta a España, bestritt. Dabei erreichte er den 21. Platz in der Gesamtwertung. 2009 gelang ihm ein dritter Platz im Gesamtklassement der Vuelta a Asturias. 2011 folgte der Wechsel zum Professional Continental Team Caja Rural, für das Moreno die Vuelta a Asturias gewann.
Von 2012 bis 2016 fuhr er beim Movistar Team. 2012 wurde er Achter bei der Tour Down Under und er gewann die Vuelta a Castilla y León. Zudem konnte er mit dem Movistar Team das Mannschaftszeitfahren der Vuelta a España gewinnen. Ein Jahr später erreichte er bei der Tour Down Under den zweiten Platz in der Gesamtwertung und gewann außerdem die Bergwertung. Im Mai 2013 gewann er eine Etappe der Vuelta a Asturias, die er auf dem dritten Rang im Endklassement abschloss. Im Jahr 2014 wurde Moreno Zweiter bei der Österreich-Rundfahrt. Außerdem gewann er wieder mit dem Movistar Team das Mannschaftszeitfahren zum Auftakt der Vuelta a España. Im Februar 2015 gewann Moreno das Zeitfahren der Vuelta a Andalucía.
2017 wechselte er zu Bahrain-Merida. Beim Giro d’Italia 2017 wurde er auf Grund einer Handgreiflichkeit  auf der vierten Etappe gegenüber Diego Rosa disqualifiziert. Nach Rosas Angaben habe ihn Moreno von der Straße gedrängt. Fernsehaufnahmen zeigen, wie Moreno Rosa festhält und möglicherweise anspuckt. Moreno lehnte eine Stellungnahme ab.
Nach der Saison 2017 wechselte Moreno erneut das Team und wurde Mitglied bei Delko. Mit der Aragon-Rundfahrt und der Sharjah International Cycling Tour sicherte er sich 2018 die Gesamtwertung zweier kleinerer Rundfahrten. Zudem gewann er bei der Tour de l’Ain die zweite Etappe. Für eine weitere Teilnahme an einer Grand Tour wurde er nicht berücksichtigt.
Nach der Saison 2019 gab Moreno im Alter von 35 Jahren sein Karriereende bekannt. Nach einem Jahr Unterbrechung kehrte er jedoch 2021 mit dem damaligen Continental Team Efapel in den Radsport zurück, blieb aber ohne weiteren zählbaren Erfolg. Letztmalig wurde er 2023 in den Ergebnislisten der UCI geführt.

## Erfolge
2005
- Spanischer Meister – Straßenrennen (U23)

2007
- eine Etappe Vuelta a Madrid

2011
- Gesamtwertung und eine Etappe Vuelta a Asturias

2012
- Gesamtwertung Vuelta a Castilla y León
- Mannschaftszeitfahren Vuelta a España

2013
- Bergwertung Tour Down Under
- Vuelta a la Comunidad de Madrid
- eine Etappe Vuelta a Asturias

2014
- Mannschaftszeitfahren Vuelta a España

2015
- eine Etappe Vuelta a Andalucía

2018
- Gesamtwertung Sharjah Tour
- Gesamtwertung Aragon-Rundfahrt
- eine Etappe Tour de l’Ain

## Grand-Tour-Platzierungen
| Grand Tour            | 2008 | 2009 | 2010 | 2011 | 2012 | 2013 | 2014 | 2015 | 2016 | 2017 |
| --------------------- | ---- | ---- | ---- | ---- | ---- | ---- | ---- | ---- | ---- | ---- |
| Giro d’ItaliaGiro     | –    | –    | –    | –    | –    | –    | –    | –    | DNF  | DSQ  |
| Tour de FranceTour    | –    | –    | –    | –    | –    | –    | –    | –    | –    | 119  |
| Vuelta a EspañaVuelta | 21   | –    | 52   | –    | 66   | 76   | 90   | –    | –    | DNF  |